# Nicholas Patrick
Nicholas James MacDonald „Nick“ Patrick (* 22. März 1964 in Saltburn by the Sea, Grafschaft North Yorkshire, Großbritannien) ist ein ehemaliger US-amerikanischer Astronaut, der auch die britische Staatsbürgerschaft besitzt.

## Ausbildung
Patrick wuchs in London auf. Nach Beendigung der Grundschule ging er 1978 auf die Harrow School, eine private Knabenschule in der britischen Hauptstadt. Anschließend studierte er Ingenieurwesen am Trinity College der Universität Cambridge und erreichte Abschlüsse als Bachelor (1986) und Master (1990).
Bereits zu Beginn seines Studiums war Patrick in den Sommermonaten an die Ostküste der USA gereist und hatte dort als Bauingenieur gearbeitet. Nachdem er 1986 sein Bachelor-Examen bestanden hatte, verließ er England und zog nach Boston (Massachusetts). Er nahm eine Tätigkeit als Ingenieur bei General Electric an und arbeitete an den Flugzeugtriebwerken, die der Konzern herstellt, setzte sein Studium aber fort. 1990 erhielt er vom Massachusetts Institute of Technology (MIT) einen Master-Titel im Fach Maschinenbau. Danach wechselte er die Seiten und blieb als Dozent und Forschungsassistent am MIT. In dieser Zeit war er außerdem Fluglehrer an einem nahegelegenen Luftsportverein und Programmierer für medizinische Geräte.
Patrick promovierte 1996 zum Maschinenbauingenieur, verließ das MIT und zog in den US-Bundesstaat Washington im Nordwesten der USA. Er trat eine Stelle beim Flugzeughersteller Boeing in Seattle an und arbeitete in der Entwicklungsabteilung an Cockpitsystemen für Verkehrsmaschinen. Aus dieser Zeit stammen zwei seiner drei Patente, die ihm erteilt wurden.

## Astronautentätigkeit
Patrick wurde vier Jahre nach seiner Einbürgerung als einer von 17 Anwärtern für den Posten des Missionsspezialisten von der NASA im Juni 1998 vorgestellt. Aus insgesamt 2.618 Bewerbern, die den formalen Auswahlkriterien entsprachen, waren 101 Finalisten hervorgegangen. Diese wurden im Herbst 1997 ins Johnson Space Center (JSC) nach Houston in Texas zu Tests, Gesprächen und medizinischen Untersuchungen eingeladen.
Die zweijährige Grundausbildung schloss Patrick im Herbst 2000 ab. Danach arbeitete er an der Weiterentwicklung des Shuttle-Cockpits und wurde dafür prämiert. Im Anschluss daran betreute er die Besatzung der Expedition 8 während der Vorbereitung auf ihren Einsatz auf der Internationalen Raumstation (ISS).
Im Sommer 2004 ging Patrick, der ein ausgebildeter Sport- und Rettungstaucher ist, für die NASA ins Wasser. Zusammen mit zwei anderen Astronauten und weiteren Freiwilligen verbrachte er im Juli eineinhalb Wochen im Unterwasserlabor „Aquarius“. Diese Exkursion fand im Rahmen des NEEMO-Programms (NASA Extreme Environment Mission Operations) durch.

### STS-116
Ab Februar 2005 trainierte Patrick für STS-116, seinen ersten Raumflug, der am 10. Dezember 2006 begann und an dem er als Missionsspezialist teilnahm. Die Landung erfolgte am 22. Dezember.

### NEEMO-13
Im August 2007 war er ein Commander der NEEMO-13-Mission, einem Unterseeforschungshabitat der National Oceanic and Atmospheric Administration (NOAA) vor der Küste Floridas, in dem er zehn Tage arbeitete.

### STS-130
Am 5. Dezember 2008 wurde seine Teilnahme an der Mission STS-130 als Missionsspezialist bekannt gegeben. Der Start fand am 8. Februar 2010 statt. Zusammen mit Robert Behnken führte Patrick drei Außenbordeinsätze durch. Die Landung erfolgte am 22. Februar.
Patrick verließ die NASA zum 31. Mai 2012.